# Mary Vaders
Mary Vaders (geboren als Maria Johanna Vaders am 17. November 1922 in Den Haag, gestorben am 4. Januar 1996) war eine niederländische Widerstandskämpferin während des Zweiten Weltkriegs.

## Leben und Wirken
Mary Vaders arbeitete als Sekretärin in der Amtsdirektion in Den Haag. Sie nutzte diese Tätigkeit, um Lebensmittelkarten, Ausweise, Stempel und ähnliches an Widerstandsgruppen weiterzugeben. Bereits im Alter von 18 Jahren war sie Mitglied einer Gruppierung, die sich den Codenamen A. C. contact V. G. (zu deutsch: Beamtenkontakt Freie Gruppe) gegeben hatte. Am 20. Juni 1944 wurde sie von der Gestapo verhaftet und zunächst in das Gefängnis Oranjehotel in Scheveningen gebracht. Mary Vaders war lesbisch, was bei ihrer Inhaftierung glücklicherweise nicht bekannt war. Von dort aus kam sie ins Konzentrationslager Herzogenbusch und wurde im September 1944 in das Frauen-Konzentrationslager Ravensbrück deportiert. Im Oktober 1944 wurde sie als eine von 200 niederländischen Frauen nach Dachau verlegt, wo sie in den Agfa Kamerawerken Zwangsarbeit leisten musste.

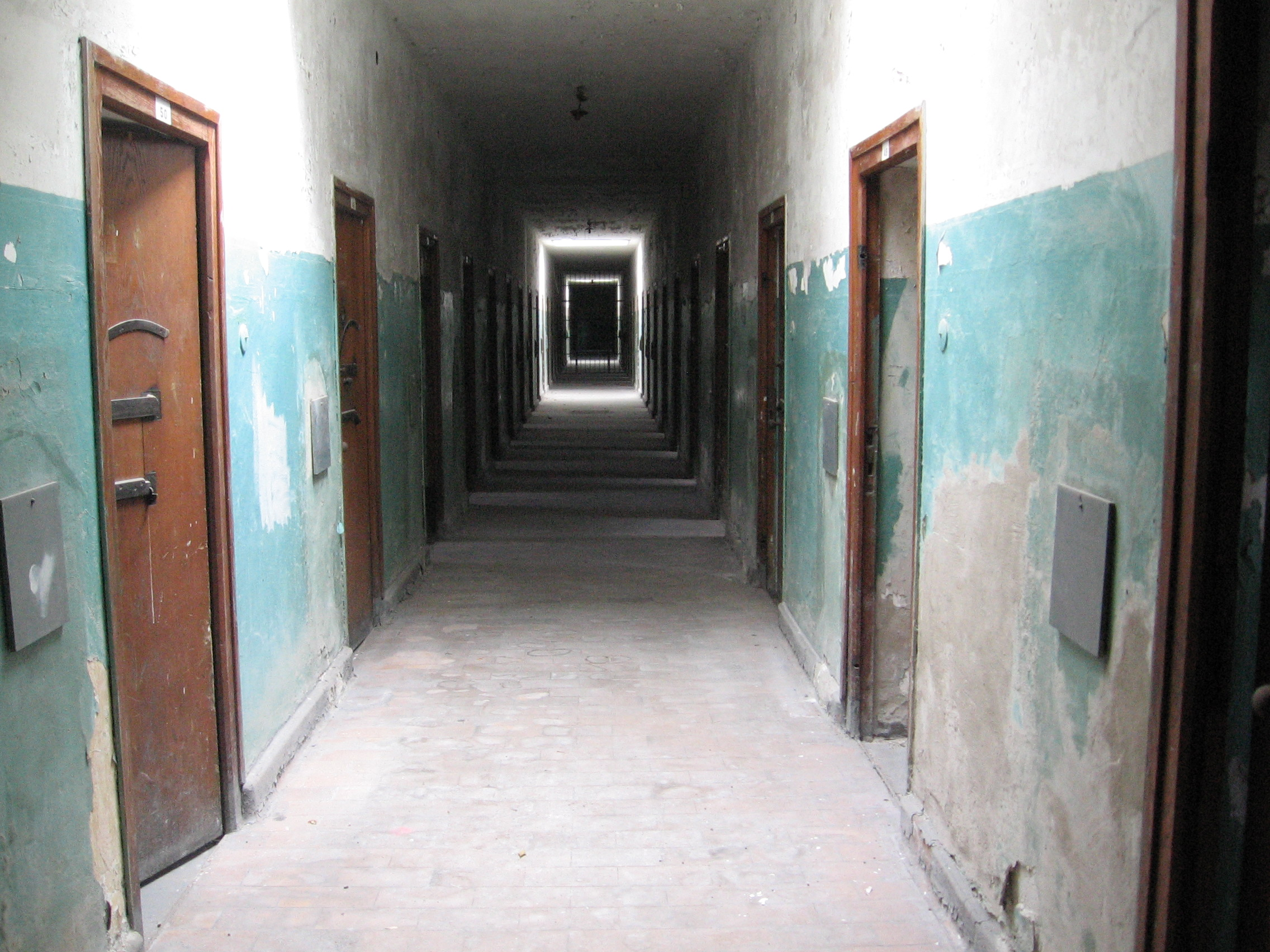
Gang im „Bunker“ im KZ Dachau (2007)

Am 12. Januar 1945 traten die niederländischen Zwangsarbeiterinnen in einen Streik, unterstützt von den Sloweninnen. Der Streik war spontan entstanden, ungeachtet dessen wurde eine Rädelsführerin gesucht. Mary Vaders wurde im Zuge dessen sieben Wochen mit Einzelhaft im sogenannten „Bunker“ bestraft. Während dieser Zeit wurde sie krank und in die Quarantänebaracken verlegt, kehrte jedoch nach ihrer Genesung wieder in den Bunker zurück. Am 30. April 1945 wurde sie auf dem Evakuierungsmarsch bei Wolfratshausen von den Amerikanern befreit.
Im Jahr 1993 legte sie ihre Erinnerungen an die Zeit im Konzentrationslager in ihrem Bericht Kruis, driehoek en nummers (Kreuz, Dreieck und Zahl – die Zeichen, mit denen die Gefangenen gekennzeichnet wurden) nieder, zusammen mit Gedichten, die in der Zeit entstanden waren.
Nach dem Krieg arbeitete Mary Vaders beim niederländischen Büro für Nationale Sicherheit, dem Bureau Nationale Veiligheid (BNV). Sie war Vorstandsmitglied der Niederländischen Vereinigung ehemaliger politischer Häftlinge und der Stiftung Vrouwen Comité Dachau. Sie lebte zuletzt in Beesd.

## Auszeichnungen und Würdigungen
Im Juni 1988 erhielt sie den Niederländischen Verdienstorden, den Orden von Oranien-Nassau. Ihre Biografie wurde 2022 in die Ausstellung To Be Seen. Queer Lives 1900–1950 des NS-Dokumentationszentrums München übernommen.

## Publikationen
- Kruis, driehoek en nummers: Vrouwen Buitencommando Agfa Kamera Werke van het KZ Dachau 1944–1945. Stichting Vrouwen Comité Dachau, 1993.